# Tielmes
Tielmes és un municipi de la Comunitat Autònoma de Madrid. Limita amb els municipis de Carabaña i Perales de Tajuña